# Janowo (Bytów)
Janowo [pronunciación en polaco: /jaˈnɔvɔ/] Es un asentamiento en el distrito administrativo de Gmina Lipnica, dentro del distrito de Bytów, Voivodato de Pomerania, en el norte de Polonia. Se encuentra aproximadamente 13 kilómetros al oeste de Lipnica, 22 kilómetros al suroeste de Bytów, y 99 kilómetros al oeste de la capital regional, Gdańsk.
Para detalles de la historia de la región, véase Historia de Pomerania.
El poblamiento tiene una población de 14 habitantes.